# Igor Primc
Igor Primc (Novo mesto, 8 gennaio 1966) è un ex discobolo sloveno.

## Palmarès
| Anno | Manifestazione           | Sede      | Evento           | Risultato | Prestazione | Note |
| ---- | ------------------------ | --------- | ---------------- | --------- | ----------- | ---- |
| 1983 | Europei juniores         | Schwechat | Lancio del disco | 9º        | 47,84 m     |      |
| 1985 | Europei juniores         | Cottbus   | Lancio del disco | 12º       | 47,00 m     |      |
| 1995 | Mondiali                 | Göteborg  | Lancio del disco | 36º       | 55,92 m     |      |
| 1996 | Olimpiadi                | Atlanta   | Lancio del disco | 24º       | 59,12 m     |      |
| 1997 | Giochi del Mediterraneo  | Bari      | Lancio del disco | Oro       | 61,66 m     |      |
| 1997 | Mondiali                 | Atene     | Lancio del disco | 21º       | 59,98 m     |      |
| 1999 | Mondiali                 | Siviglia  | Lancio del disco | 15º       | 62,35 m     |      |
| 1999 | Giochi mondiali militari | Zagabria  | Lancio del disco | Argento   | 61,67 m     |      |
| 2001 | Giochi del Mediterraneo  | Tunisi    | Lancio del disco | 5º        | 61,26 m     |      |
| 2001 | Mondiali                 | Edmonton  | Lancio del disco | 11º       | 62,36 m     |      |
| 2002 | Mondiali militari        | Tivoli    | Lancio del disco | Oro       | 61,07 m     |      |
| 2003 | Giochi mondiali militari | Catania   | Lancio del disco | 6º        | 56,37 m     |      |
| 2004 | Olimpiadi                | Atene     | Lancio del disco | 30º       | 56,33 m     |      |
| 2005 | Giochi del Mediterraneo  | Almería   | Lancio del disco | Argento   | 59,27 m     |      |
| 2007 | Giochi mondiali militari | Hyderabad | Lancio del disco | 8º        | 54,74 m     |      |
| 2009 | Mondiali militari        | Sofia     | Lancio del disco | 9º        | 51,85 m     |      |